# Yukawa-potentiale
Et Yukawa-potential (eller et skærmet Coulomb-potential) er inden for partikelfysik, atomfysik og kondenserede stoffer et potential {\displaystyle V}, der går som en over afstanden {\displaystyle r} - ligesom Coulomb-potentialet - men som også har en faktor, der falder eksponentielt med afstanden. Dette kan skrives som:
{\displaystyle V=-K{\frac {e^{-\alpha r}}{r}},}
hvor {\displaystyle K} og {\displaystyle \alpha } er konstanter. Potentialet er opkaldt efter Hideki Yukawa.
| Fysik | Spire Denne artikel om fysik er en spire som bør udbygges. Du er velkommen til at hjælpe Wikipedia ved at udvide den. |